# Định giá để quảng cáo
Do những hoàn cảnh nào đó, các công ty sẽ tạm thời định giá sản phẩm thấp hơn giá niêm yết và thậm chí có lúc thấp hơn cả giá thành. Việc định giá để quảng cáo mang nhiều hình thức:
- Định giá quảng cáo bán giá vốn: vào dịp đặc biệt nào đó.
- Hồi khấu tiền mặt: gửi trực tiếp đến khách hàng khi mua sản phẩm của công ty. Đây là một công cụ linh hoạt để giải quyết sản phẩm tồn đọng.
- Chiết khấu tâm lý: người bán đề ra một mức giá cao giả tạo cho một sản phẩm và rồi bán ra với giá thật thấp. Chẳng hạn trước đây giá bán 599 USD nay còn 299 USD.